# 安帕斯
安帕斯是奥地利蒂罗尔州因斯布鲁克兰县的一个市镇。总面积7.9平方公里，总人口1644人，人口密度208.1人/平方公里（2011年）。